# Passiflora arbelaezii
Passiflora arbelaezii L. Uribe – gatunek rośliny z rodziny męczennicowatych (Passifloraceae Juss. ex Kunth in Humb.). Występuje naturalnie w południowo-wschodniej Nikaragui, Kostaryce, Panamie oraz Kolumbii. 

## Morfologia
PokrójZdrewniałe, trwałe, nagie liany.
LiścieBlaszka liściowa ma podłużnie eliptyczny kształt. Nasada liścia jest ścięta. Mają 1–4,5 cm długości oraz 1–4 cm szerokości. Brzegi są całobrzegie. Wierzchołek jest tępy lub ostry. Ogonek liściowy jest owłosiony i ma długość 5–30 mm. Przylistki są liniowe, mają 1–2 mm długości.
KwiatyZebrane w pary. Działki kielicha są podłużne, mają 1–1,5 cm długości. Płatki są podłużne, mają 0,7 cm długości. Przykoronek ułożony jest w trzech rzędach.
OwoceSą kulistego kształtu. Mają 3 cm średnicy.

## Biologia i ekologia
Występuje w lasach na nizinach.